# Cyrtandra schraderi
Cyrtandra schraderi är en tvåhjärtbladig växtart som beskrevs av Karl Moritz Schumann. Cyrtandra schraderi ingår i släktet Cyrtandra och familjen Gesneriaceae. Inga underarter finns listade i Catalogue of Life.